# Oecophyllini
Oecophyllini es una tribu de hormigas de la subfamilia Formicinae.
Contiene los siguientes géneros:

## Géneros
- Oecophylla